# Placówki dyplomatyczne i konsularne w Polsce: L
Stan na: 23 grudnia 2024

## Laos
Brak placówki – Polskę obsługuje Ambasada Laotańskiej Republiki Ludowo-Demokratycznej w Berlinie (Niemcy).

## Lesotho
Brak placówki – Polskę obsługuje Ambasada Królestwa Lesotho w Berlinie (Niemcy).

## Liban

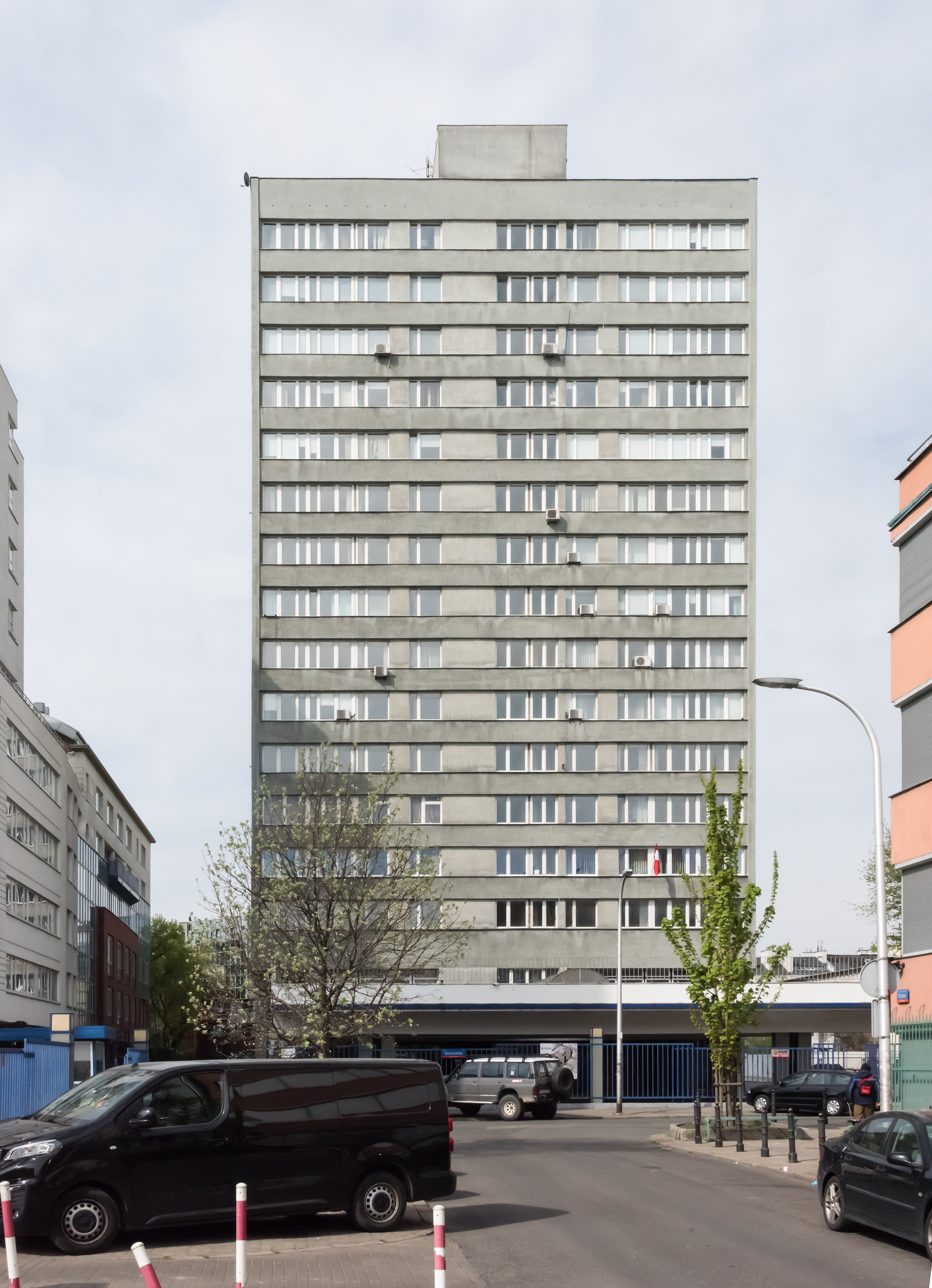
Budynek przy ul. Starościńskiej 1 w Warszawie mieszczący m.in. ambasadę Libanu

Ambasada Republiki Libańskiej w Warszawie
- szef placówki: Reina Charbel (ambasador)
- Strona oficjalna

## Liberia
Brak placówki obsługującej Polskę.

## Libia

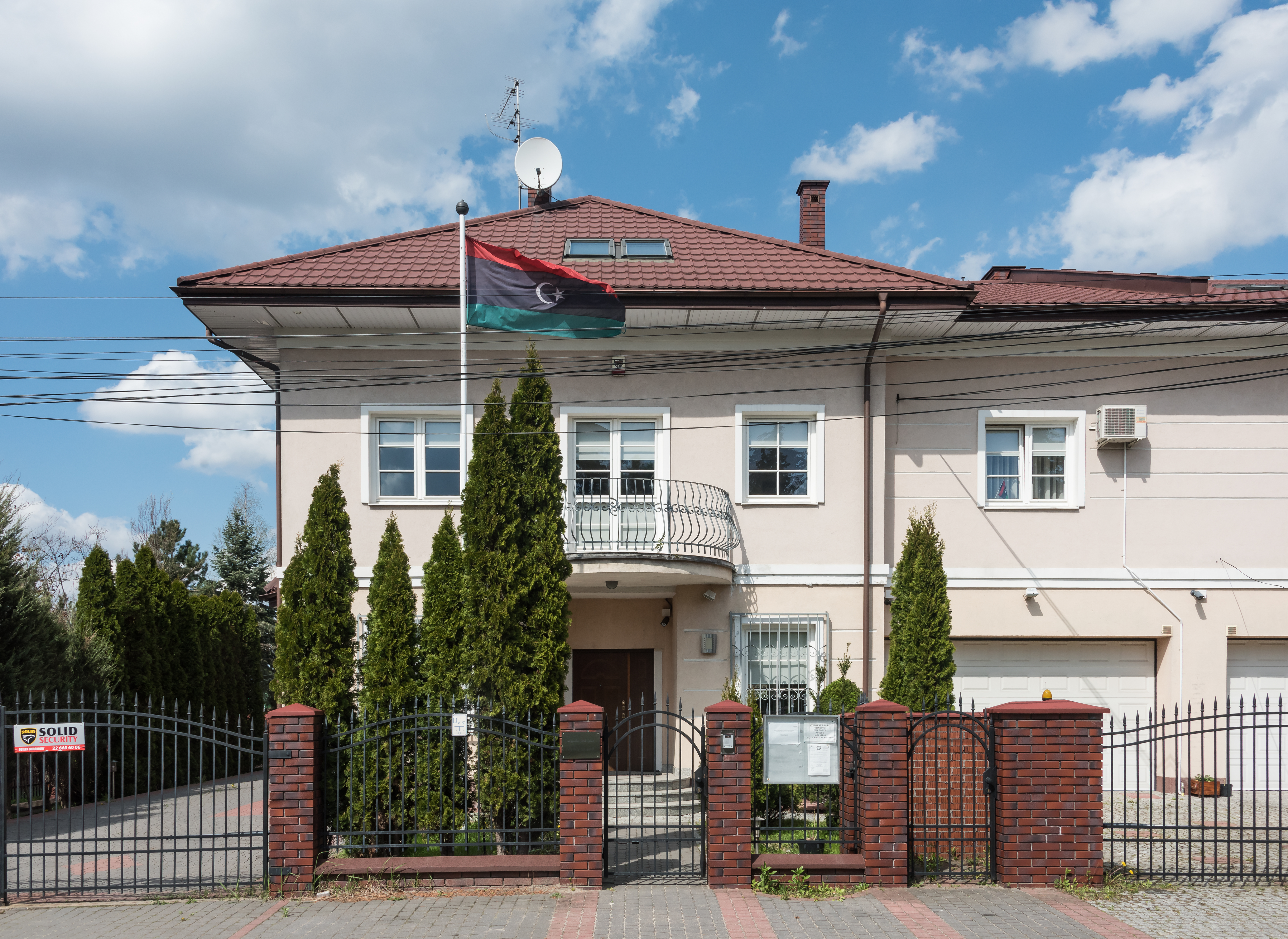
Ambasada Libii w Warszawie
- szef placówki: Ammar Mohamed Adhaiem (ambasador)

## Liechtenstein
Brak placówki – Polskę obsługuje Ambasada Księstwa Liechtensteinu w Bernie (Szwajcaria).

## Litwa

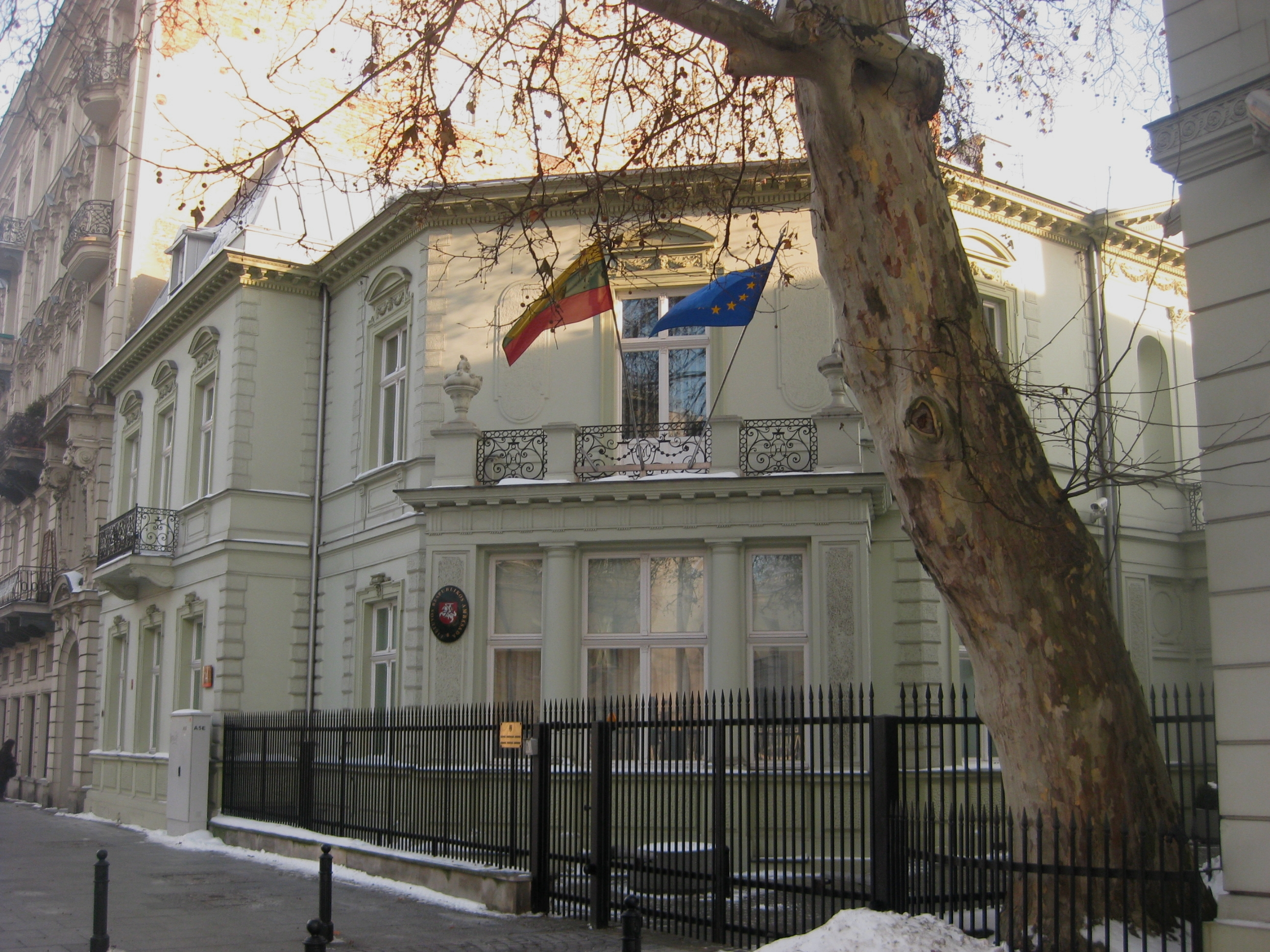
Budynek ambasady Litwy w Alejach Ujazdowskich w Warszawie

Ambasada Republiki Litewskiej w Warszawie
- szef placówki: Valdemaras Sarapinas (ambasador)
- Strona oficjalna

Konsulat Republiki Litewskiej w Sejnach
- szef placówki: Genadijus Mackelis (konsul)
- Strona oficjalna

Konsulat Honorowy Republiki Litewskiej w Białymstoku
- szef placówki: Tomasz Kurciński (konsul honorowy)

Konsulat Honorowy Republiki Litewskiej w Gdańsku
- szef placówki: Józef Poltrok (konsul honorowy)

Konsulat Honorowy Republiki Litewskiej w Katowicach
- szef placówki: Jerzy Wcisło (konsul honorowy)

Konsulat Honorowy Republiki Litewskiej w Krakowie
- szef placówki: Jan Widacki (konsul honorowy)

Konsulat Honorowy Republiki Litewskiej w Łodzi
- szef placówki: Jakub Szwajcowski (konsul honorowy)

Konsulat Honorowy Republiki Litewskiej w Olsztynie
- szef placówki: Stefan Duk (konsul honorowy)

Konsulat Honorowy Republiki Litewskiej w Opolu
- szef placówki: Tomasz Bar (konsul honorowy)
- Strona oficjalna

Konsulat Honorowy Republiki Litewskiej w Poznaniu
- szef placówki: Benedykt Dubski (konsul honorowy)

Konsulat Honorowy Republiki Litewskiej w Szczecinie
- szef placówki: Wiesław Wierzchoś (konsul honorowy)
- Strona oficjalna

Konsulat Honorowy Republiki Litewskiej w Toruniu
- szef placówki: Przemysław Bańkowski (konsul honorowy)
- Strona oficjalna

Konsulat Honorowy Republiki Litewskiej we Wrocławiu
- szef placówki: Tomasz Artur Kosoń (konsul honorowy)
- Strona oficjalna

## Luksemburg

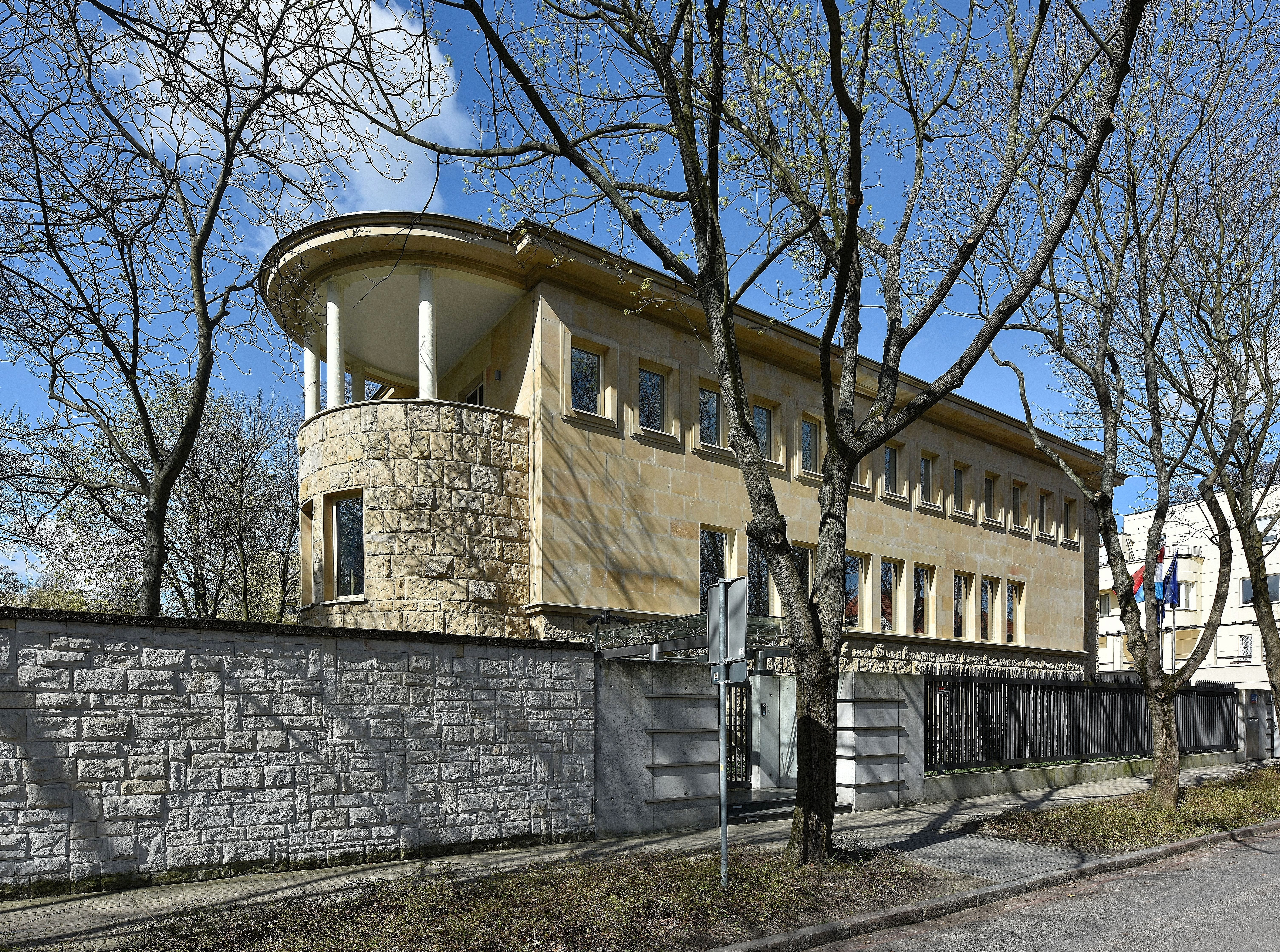
Ambasada Luksemburga przy ul. Słonecznej 15 w Warszawie

Ambasada Wielkiego Księstwa Luksemburga w Warszawie
- szef placówki: Paul Pierre Jean Schmit (ambasador)
- Strona oficjalna

Konsulat Honorowy Wielkiego Księstwa Luksemburga w Białymstoku
- szef placówki: Adam Byglewski (konsul honorowy)
- Strona oficjalna

Konsulat Honorowy Wielkiego Księstwa Luksemburga w Gdyni
- szef placówki: Tomasz Kopoczyński (konsul honorowy)
- Strona oficjalna

Konsulat Honorowy Wielkiego Księstwa Luksemburga w Katowicach
- szef placówki: Mikołaj Pluciński (konsul honorowy)
- Strona oficjalna

Konsulat Honorowy Wielkiego Księstwa Luksemburga w Krakowie
- szef placówki: Szymon Malecki (konsul honorowy)

Konsulat Honorowy Wielkiego Księstwa Luksemburga w Łodzi
- szef placówki: Wojciech Wolf (konsul honorowy)

Konsulat Honorowy Wielkiego Księstwa Luksemburga w Poznaniu
- szef placówki: Jan Kuraszkiewicz (konsul honorowy)

Konsulat Honorowy Wielkiego Księstwa Luksemburga w Szczecinie
- szef placówki: Waldemar Juszczak (konsul honorowy)

Konsulat Honorowy Wielkiego Księstwa Luksemburga we Wrocławiu
- szef placówki: Krzysztof Bramorski (konsul honorowy)
- Strona oficjalna